# Ib Wibroe
Niels Ib Wibroe, född 2 februari 1925 i Ålborg, död 27 augusti 2005, var en dansk-svensk arkitekt.
Wibroe, som var son till fabrikör Frederik Wibroe och Kirsten Nielsen, utexaminerades från Kunstakademiets Arkitektskole i Köpenhamn 1952. Han anställdes hos arkitekt Kaj Stensballe 1952, hos arkitekt Boo Widén 1954 och bedrev egen arkitektverksamhet från 1959. Han ritade bland annat brandstation och polishus i Växjö. Tillsammans med Henrik Jais-Nielsen, Mats White och Henrik Wibroe ritade han Växjö konserthus (1988–1991).